# St. Trudperter Hoheslied
Das St. Trudperter Hohelied ist die früheste rein volkssprachliche, vollständige Auslegung des alttestamentlichen Hohenlieds Salomons in frühmittelhochdeutscher Prosa. Es entstand in den frühen 1160er Jahren, etwa 100 Jahre nach der Hoheliedparaphrase des Williram von Ebersberg (ca. 1000–1085). Diese war noch nicht als selbstständiger Text gedacht, sondern diente dem leichteren Verständnis des Hohenlieds. In der Übersetzung folgt der unbekannte Autor des St. Trudperter Hohenlieds zwar Williram, distanziert sich jedoch von dessen Auslegung und Form der Exegese. Als Entstehungsort wird heute die Benediktinerabtei Admont in der Steiermark angesehen, die Bezeichnung richtet sich aber nach der zunächst verbreiteten Zuschreibung zum Kloster St. Trudpert im Breisgau.

## Entstehung
Das St. Trudperter Hohelied ist nach seinem vermeintlichen Entstehungsort im Kloster St. Trudpert im Breisgau benannt. Die Forschung war hinsichtlich der Datierung und Lokalisierung des Werkes uneins (zwischen 1110 und 1170, vom Elsass bis in die Steiermark). Als Entstehungsort wurden unter anderem die Klöster St. Georgen im Schwarzwald, St. Trudpert im Breisgau oder Admont vermutet. Heute wird die Entstehung Anfang der 1160er Jahre im steirischen Benediktinerkloster Admont als recht gesichert angesehen. Der Werktitel St. Trudperter Hoheslied ist in der Literatur seit einem guten Jahrhundert fest etabliert. Anspielungen im Text deuten auf diesen Entstehungsort, da die in der Auslegung genannten Heiligen, der Wundertäter St. Martin von Tours und der Bayernbekehrer Rupert von Salzburg, Schutzheilige des Frauenklosters Admont sind (V.83,17-21):
| Originaltext dô wart von sancto Ambrosio diu christentliche lêre geschaffet. Dô wart von sancto Martino diu michele güete gesehen unde diu kreftegiu zeichen, diu got durch in tet. dô wart durch sanctum Rupertum alliu baierischiu herschaft bekêret. | Übersetzung Damals […] wurde vom Heiligen Ambrosius die christliche Lehre geschaffen, wurden vom heiligen Martin die großen Wohltaten und die mächtigen Wunder gesehen, die Gott für ihn tat. Damals wurden durch den Heiligen Rupert die Herren des ganzen bairischen Landes bekehrt. |

Hinweise zur Datierung in die frühen 1160er Jahre finden sich unter anderem in einer Deutung, die sich auf die schismatische Papstwahl und die damit einhergehende Kirchenspaltung 1159 bezieht (V.85,7f.):
| Originaltext des waenen wir daz ez nâhe, wande wir gelebeten nie sô getâne zerteilede und sô getâne missehelle. | Übersetzung Wir ahnen, dass sie [die Zeit des Antichristen] bevorsteht, denn noch nie erlebten wir eine solche Zerspaltenheit und eine derartige Entzweiung. |

Außerdem entspricht die Datierung nach 1160 der sprachlichen, theologisch geschulten anspruchsvollen Form des Werkes.
In der Überlieferung lässt sich eine Mischung alemannischer und bairischer Merkmale der Sprache erkennen. Das führte nach Aufgabe der Lokalisierungen im Elsass und in St. Trudpert zu einer Ansetzung des Werkes bald im Alemannischen und bald im Bairischen, aber auch zu kombinierten Annahmen: Es handele sich um einen „Autor, der im alemannischen Raum das Schreiben gelernt hat oder daher stammte, im bairischen Raum für ein bairisches Publikum schrieb“.  Dies ist mit einer Entstehung in Admont vereinbar.
Der unbekannte Autor verfügt über eine breite Kenntnis der theologischen Literatur. So finden sich beispielsweise Rückgriffe auf den antiken Theologen Origenes († 253/54) und die mittelalterlichen Gelehrten Rupert von Deutz (ca. 1070–1129/30), Hugo von St. Viktor (1096–1141) und Bernhard von Clairvaux (1090–1153). Bei dem Verfasser könnte es sich um einen Mönchspriester handeln, den geistlichen Betreuer eines Nonnenkonvents, für dessen Publikum er das Werk verfasste. Die zwischenzeitliche Vermutung, der Autor sei eine Frau gewesen, wird mittlerweile ausgeschlossen.

## Überlieferung
Der Text des St. Trudperter Hohenlieds ist in folgenden Handschriften (teilweise fragmentarisch) erhalten (chronologisch geordnet):
- B: Nürnberg, Germanisches Nationalmuseum, Hs 42518, 1. Hälfte des 12. oder 13. Jahrhunderts (2 Blätter, Bruchstücke).
- M: München, UB, ohne Signatur, spätes 12. oder 13. Jahrhundert (Reste von 7 Doppelblättern in 68 Stücken, im Krieg vernichtet).
- A: Wien, Nationalbibliothek, cod. 2719, um 1230 (Leithandschrift).
- C*: Karlsruhe, Badische Landesbibliothek, Cod. St. Georgen 36, um 1300 (älteste Hs. der Fassung G des St. Georgener Predigers, darin Auszüge des Hohenlieds (28,25-29,2 und 117,1-119,11) in den sog. Palmbaumtraktaten).
- kl: Klosterneuburg, Stiftsbibliothek, cod. 767, 1372.
- k: Klagenfurt, Bischöfliche Bibliothek, cod. XXXd6, um 1420–30.
- α: München, Staatsbibliothek, Cgm 4479, 1509.
- β: München, Staatsbibliothek, Cgm 4478, 1510.
- γ: München; Staatsbibliothek, Cgm 4477, 1510 (Abschrift von α, β).

Der Prolog steht nur in A und k; kl setzt erst bei 10,16 ein, ansonsten ist der Textbestand über 350 Jahre konstant.

## Aufbau und Inhalt
Das St. Trudperter Hohelied ist in mehrere Abschnitte gegliedert. Es beginnt mit einem fest geschlossenen Prolog (V.1,1-5,33), der in der Form des Traktats die Sieben Gaben des Heiligen Geistes behandelt. Gefolgt wird dieser Abschnitt von einem etwas leichter gebauten zweiten Werkeingang (V.6,1-8,5) mit dem Lob des Hohenlieds und dem Autorgebet um Inspiration. Es folgt die Auslegung des Kusses in Cant. 1,1 (V.8,6-14,2), die in die Deutung (V.14,3-145,5) des gesamten Hohenlieds mündet und schließlich mit einem Epilog (V.145,6-148,6) endet. Der Epilog bietet einen Rückblick auf das Werkganze und beinhaltet auch den Titel, nämlich lêre der minneclichen gotes erkennüsse (Lehre von der liebenden Gotteserkenntnis), was den Grundgedanken des Gesamtwerks bezeichnet.
Im exegetischen Mittelteil, dem Hauptteil des St. Trudperter Hohenlieds, werden fortlaufend alle 149 Verse des Hohenlieds ausgelegt. Die Methode dabei richtet sich nach der Lehre vom mehrfachen Schriftsinn und seiner Auslegung (Typologie und Allegorese). In der Regel gehen bei der Auslegung die heilsgeschichtlichen Aussagen voraus, gefolgt von den tropologisch-moralischen Sinngehalten. Der Autor verschränkt auf einzigartige Weise jene Versgruppen des Hohenlieds mit anderen Versgruppen der Bibel, wie beispielsweise den Preis der Schönheit der Geliebten mit den Seligpreisungen, so dass zehn Lobworte über die Braut auf je eine von zehn Verheißungen der Bergpredigt ausgelegt werden (V.107,11-120,8). Der Preis der Körperteile des Bräutigams ist entsprechend mit je einer Gabe des Heiligen Geistes und je einer Phase der Kirchengeschichte von Christus bis zum Antichrist zu einer harmonischen Einheit kombiniert (V.76,1-90,4). Die Verse sind hauptsächlich dialogisch gestaltet.
Anders als bei Williram, der in der Rolle des Bräutigams Christus und in der Rolle der Braut die Kirche zueinander sprechen lässt, wechseln im St. Trudperter Hohenlied die Rollen der Brautleute. Die Auslegungsabschnitte wurden vom Verfasser so strukturiert, dass für die Hörerschaft erkennbar ist, wer mit der variablen Besetzung der Rolle der Braut oder des Bräutigams gemeint ist. Unter dem Bräutigam wird der trinitarische Gott bzw. je nach Versauslegung auch Gottvater, Christus und der Heilige Geist einzeln verstanden. Die Brautrolle wird je nach Kontext der Gottesmutter Maria, der Einzelseele und am Rande auch der Kirche zugeschrieben.
Die Mystik des St. Trudperter Hohenlieds findet sich in der Liebesbegegnung von Gott und der Seele, widergespiegelt in Braut und Bräutigam. Sie zeigt sich in den Dialogen und Liebesgebärden, die sich von der ersten Annäherung bis zur Einswerdung steigern. Die Gottessehnsucht erfüllt sich in der unio mystica, der mystischen Vereinigung mit Gott. Allerdings wird diese Vereinigung nicht als zentrales Thema herausgearbeitet, sondern sie durchzieht das gesamte Werk mosaikartig in verschiedenen gebärdenhaften oder metaphorischen Variationen. Eine charakteristisch mystische Verbmetapher für die unio von Gott und Seele ist das Zerschmelzen (V.18,26-27):
| Originaltext dâ verstên wir des tougenen wîstuomes, von deme unser sêle zervliuzzet. Dâ wirt si allein mit gote […] | Übersetzung Da verstehen wir die geheime Weisheit (sapientia), von der unsere Seele zerrinnt. Da wird sie ganz eins mit Gott […] |

Die Liebe zwischen Gott und Mensch stellt sich im St. Trudperter Hohenlied aber nicht einseitig dar, also in dem Sinn, dass der Mensch sich nach Gott verzehrt oder sich Gott grenzenlos schenkt. Es ist vielmehr eine aufeinander zugehende Begegnung, eine wechselseitige Gebärde der Verbundenheit zwischen Gott und der Seele.

## Gebrauchssituation
Das St. Trudperter Hohelied wendet sich, ebenso wie die Auslegung Willirams, an ein klösterliches Publikum, jedoch mit dem grundlegenden Unterschied, dass es an ein weibliches Publikum gerichtet ist. Der Autor spricht in Gleichnissen aus der klösterlichen Lebenspraxis und gibt praktische Hinweise auf das Zusammenleben im Kloster. Im Epilog werden die Klosterfrauen über den Umgang mit dem Gesamtwerk belehrt (V.145,14-18):
| Originaltext An diseme buoche suln die briute des almehtigen gotes ir spiegel haben unde suln besihteclîvhe ware tuon ir selber antlützes unde ir naehesten, wie sie gevallen ir gemahelen, want er sie zallen zîten schouwet mir holden ougen. | Übersetzung Dieses Buch sollen die Bräute des allmächtigen Gottes als ihren Spiegel gebrauchen und gewissenhaft in ihm ihr eigenes Antlitz und das ihrer Nächsten (daraufhin) ansehen, wie sie ihrem Bräutigam gefallen können, der sie allezeit mit liebevollen Augen anschaut. |

Das Hohelied Salomos wurde anlässlich des Festes Mariä Himmelfahrt am 15. August vorgetragen, das St. Trudperter Hohelied dürfte also ebenfalls zum Vortrag vor dem Nonnenpublikum im August bestimmt gewesen sein, worauf der Text selbst Bezug nimmt (V.80,7f.):
| Originaltext vone diu liset man an ir tage von den zwein swesteren Maria unde Martha. | Übersetzung Das ist der Grund dafür, dass an ihrem Festtag (Mariae Himmelfahrt am 15. August) das Evangelium von den zwei Schwestern Maria und Martha gelesen wird. |

Es handelt sich dabei um die Erzählung von Maria und Martha bei (Lk 10,38-42 ). Der Bezug des Textes auf dieses Fest ist deshalb von besonderem Interesse, weil es als Indiz für die liturgische Gelegenheit des Vortrages des St. Trudperter Hohenlieds verstanden werden kann. Der Gebrauch der Volkssprache schließt nämlich eine liturgische Verwendung grundsätzlich aus.  Am ehesten dürfte die von der Benediktinerregel vorgesehene Zusammenkunft am frühen Abend, die Collatio, für einen Vortrag in Frage kommen, ein Lesepublikum wurde ursprünglich nicht bedacht.